# Срамно възвишение
Срамното възвишение, още лонно възвишение, пубис (на латински: mons pubis) или Венерин хълм (на латински: mons Veneris – от римската богиня на любовта Венера), е закръглена форма с мастна тъкан, която е разположена над срамната кост на таза при хората и бозайниците. То е част от външните полови органи на жената и оформя предната част на вулвата.
Пубисът е ерогенна зона от тялото на жената.

## Анатомия и структура
В човешката анатомия тазовата кост има допълнителна кост, която има важната роля да защитава половите органи. Тази кост се нарича пубисна кост, а закръглената овална форма над тази кост оформя пубиса.
Издутината на венериния хълм се предизвиква от натрупването на подкожна мастна тъкан, чиято дебелина достига до 3 – 5 cm. Количеството на мастната тъкан варира в зависимост от нивото на хормоните, телесните мазнини и възрастта на жената.
Обикновено през времето на пубертета кожата в областта на срамното възвишение се покрива с косми, като се оформя така наречения окосмен „триъгълник“, простиращ се до външните ръбове на големите срамни устни. Мастната тъкан от която е изграден пубиса е чувствителна към женския полов хормон естроген, и това води до различна големина на пубиса по време на пубертета при различните момичета. При навлизането в менопаузата, с намаляването на естрогена в тялото на жената срамното възвишение също намалява от към размери.
Венериният хълм се кръвоснабдява от клонове на вътрешната хълбочна артерия (на латински: a. iliaca interna) и вътрешната хълбочна вена (на латински: v. iliaca interna). Инервацията се осъществява от феморалния клон на поясното сплетение (на латински: plexus lumbalis).

## Култура
В някои държави е прието окосмяването по повърхността на венериния хълм да бъде частично или изцяло премахвано. Това може да стане, чрез отстраняване само на космите над кожата (депилация) или чрез отстраняване на всичките косми (епилация). Също така окосмяването може да бъде боядисано или да се оформи в някаква форма (триъгълник, лента, сърце и др.). Салоните за красота често предлагат различни подобни козметични услуги.
Някои хора променят срамното си окосмяване или за да се впишат в обществените модни тенденции, или просто като израз на техния собствен стил или начин на живот, докато други се противопоставят на всеки стил или не го практикуват поради съображения, свързани с разходите.
През 2016 г. Американската медицинска асоциация публикува проучване, в което е установено, че 84% от анкетираните жени извършват козметични грижи на пибуса, като 64% от тях премахват изцяло срамното си окосмяване.
На пълното срамно обезкосмяване се приписва значителното глобално намаляване на случаите на срамни въшки. Медицинската общност обаче също е наблюдавала и повишение на инфекциите около космения фоликул при жените (фоликулит). Някои от тези инфекции могат да се развият в по-сериозни абсцеси, и да изискват оперативна намеса. Staphylococcus aureus е най-честата причина за фоликулит.
- Различни видове срамно обезкосмяване

С намаляване на размерите на банските костюми, особено след появата на модата и популярността на бикините от 1946 г., стила на окосмяването на венериния хълм също е навлязъл в мода. Практиката за премахване на по-голяма част от срамното окосмяване продължава с популярността и модата на още по-малки бански костюми, като например стринг-бикините, които разкриват почти изцяло задните части на жената.
Промените в стила на бельото също насърчават частичното или пълно отстраняване на срамните косми.